# Barbula janjaninicus
Barbula janjaninicus là một loài rêu trong họ Pottiaceae. Loài này được O'Shea mô tả khoa học đầu tiên năm 2008.